# Cirrhilabrus laboutei
Cirrhilabrus laboutei is een  straalvinnige vissensoort uit de familie van de lipvissen (Labridae). De wetenschappelijke naam van de soort werd in 1982 gepubliceerd door Randall & Lubbock.
De soort staat op de Rode Lijst van de IUCN als niet bedreigd, beoordelingsjaar 2009.